# Luc Abalo
Luc Kangny Abalo (ur. 6 września 1984 roku w Ivry-sur-Seine) – francuski piłkarz ręczny pochodzenia togijskiego, reprezentant kraju. Obecnie występuje we francuskiej Divison 1 w drużynie Paris Saint-Germain Handball. Gra na pozycji prawoskrzydłowego.
Jest dwukrotnym mistrzem olimpijskim, zdobył także srebrny medal. Na igrzyskach olimpijskich w Pekinie pokonali w finale reprezentację Islandii 28:23. Dwa lata później w Londynie obronili tytuł mistrzów, pokonując w decydującym meczu reprezentację Szwecji 22:21. Na następnych igrzyskach w Rio de Janeiro ponieśli porażkę w finałowym spotkaniu z reprezentacją Danii 26:28.
W dorobku posiada również trzy złote medale mistrzostw świata. W tych zawodach zadebiutował podczas mistrzostw świata w 2009 roku w Chorwacji, gdzie pokonali w walce o złoto reprezentację Chorwacji 24:19. Dwa lata później na terenie Szwecji obronili tytuł mistrza świata. Tym razem pokonali w finale reprezentację Danii 37:35. Na mistrzostwach świata w 2013 roku w Hiszpanii odpadli w ćwierćfinale po porażce z Chorwatami 23:30. W 2017 roku podczas mistrzostw świata w swojej ojczyźnie okazali się najlepsi, wygrywając w finale z reprezentacją Norwegii 33:26. Dwa lata później na mistrzostwach świata w Niemczech i Danii pokonali w meczu o trzecie miejsce reprezentację Niemiec 26:26, zdobywając brązowe medale.
Posiada też trzy złote i dwa brązowe medale Mistrzostwa Europy w piłce ręcznej mężczyzn. Najlepsi okazali się na mistrzostwach Europy w Szwajcarii w 2006 roku, kiedy pokonali w finale reprezentację Hiszpanii 31:23. Dwa lata później w Norwegii zdobyli brązowy medal po zwycięstwie nad reprezentacją Hiszpanii 36:29. Na mistrzostwach Europy w 2010 roku w Austrii powtórzyli sukces sprzed czterech lat, wygrywając z Chorwatami 25:21. Został wtedy wybrany najlepszym prawoskrzydłowym turnieju. W 2012 roku podczas mistrzostw Europy w Serbii odnieśli klęskę, wygrywając w fazie grupowej zaledwie jeden mecz z reprezentacją Słowenii 28:26. Na następnych zawodach w Danii ponownie sięgnęli po złoto, pokonując w finale reprezentację gospodarzy 41:32. Podczas mistrzostw Europy rozegranych w Polsce w 2016 roku wygrali w meczu o piąte miejsce Duńczyków 29:26. W 2018 roku na mistrzostwach Europy w Chorwacji zdobyli brązowy medal po zwycięstwie nad Duńczykami 32:29. Norweski klub Elverum Håndball zrealizował hitowy transfer skrzydłowego. Luc Abalo będzie występował w ich barwach od sezonu 2020/2021.

## Sukcesy

### Reprezentacyjne
Igrzyska olimpijskie:
- (Pekin 2008, Londyn 2012, Tokio 2020)
- (Rio de Janeiro 2016)

Mistrzostwa Świata:
- (Chorwacja 2009, Szwecja 2011, Francja 2017)
- (Niemcy/Dania 2019)

Mistrzostwa Europy:
- (Szwajcaria 2006, Austria 2010, Dania 2014)
- (Norwegia 2008, Chorwacja 2018)

### Klubowe
Mistrzostwo Francji:
- (2007, 2013, 2015, 2016, 2017, 2018)
- (2014)

Puchar Francji:
- (2014, 2015, 2018)
- (2006, 2013, 2016)

Liga Mistrzów:
- (2009)
- (2011, 2017)
- Półfinał (2010, 2016, 2018)

Mistrzostwo Hiszpanii:
- (2009, 2010)
- (2011, 2012)

Puchar Hiszpanii:
- (2011, 2012)
- (2009)

Klubowe Mistrzostwo Świata:
- (2010, 2012)
- (2011, 2016)

## Wyróżnienia
- Najlepszy prawoskrzydłowy sezonu we Francji (2005, 2006, 2007)
- Najlepszy zawodnik sezonu we Francji (2007)
- Najlepszy prawoskrzydłowy Mistrzostw Europy 2010
- Najlepszy prawoskrzydłowy sezonu 2008/09 w Lidze ASOBAL
- Najlepszy prawoskrzydłowy sezonu 2009/10 w Lidze ASOBAL
- Najlepszy prawoskrzydłowy sezonu 2010/11 w Lidze ASOBAL.
- Najlepszy prawoskrzydłowy w Lidze ASOBAL w sezonie 2011/12
- Najlepszy prawoskrzydłowy sezonu 2012/13 w Division 1
- Wybrany do najlepszej siódemki świata 2009 roku według magazynu „L'Équipe“

## Odznaczenia
- Oficer Legii Honorowej – 2021[10]
- Kawaler Legii Honorowej – 2008[11]
- Oficer Narodowego Orderu Zasługi – 2012[12]
- Kawaler Narodowego Orderu Zasługi[13]